# Maksim Rafalovich
Maksim Rafalovich (13 de mayo de 1990) es un deportista uzbeko que compite en taekwondo. Ganó una medalla de plata en los Juegos Asiáticos de 2014, y dos medallas de bronce en el Campeonato Asiático de Taekwondo en los años 2014 y 2018.

## Palmarés internacional
| Juegos Asiáticos    | Juegos Asiáticos             | Juegos Asiáticos  | Juegos Asiáticos |
| Año                 | Lugar                        | Medalla           | Categoría        |
| ------------------- | ---------------------------- | ----------------- | ---------------- |
| 2014                | Incheon (Corea del Sur)      | Medalla de plata  | –80 kg           |
| Campeonato Asiático |                              |                   |                  |
| Año                 | Lugar                        | Medalla           | Categoría        |
| 2014                | Taskent (Uzbekistán)         | Medalla de bronce | –80 kg           |
| 2018                | Ciudad Ho Chi Minh (Vietnam) | Medalla de bronce | –80 kg           |